# كليوباترا كولمان
كليوباترا كولمان (بالإنجليزية: Cleopatra Coleman)‏ هي ممثلة أسترالية شاركت في مسلسل تلفزيوني أسترالي موجه للأطفال يدعى الشمس الفضية.

## الأعمال

### أفلام
| السنة | العنوان         | الدور         |
| ----- | --------------- | ------------- |
| 2012  | ستيب أب ريفلوشن | دي جي بينيلوب |
| 2023  | مسبح لا متناهي  | إيم فوستر     |
| 2023  | نسيج العنكبوت   | الآنسة ديفاين |
| 2023  | قمر متمرد       | ديفرا بلوداكس |

### مسلسلات
| السنة     | العنوان             | الدور          |
| --------- | ------------------- | -------------- |
| 2004      | الشمس الفضية        | زاندي بروكو    |
| 2006–2007 | جيران               | غلين فورست     |
| 2009      | سيتي هوميسايد       | سيان ريتشي     |
| 2015–2018 | آخر رجل على الأرض   | إيريكا دندي    |
| 2016      | أشياء أفضل          | الدكتورة أوكوي |
| 2021      | برنامج إيريك أندريه | نفسها          |
| 2021      | دوبسيك              | غريس بيل       |

## روابط خارجية
- كليوباترا كولمان على موقع IMDb (الإنجليزية)
- كليوباترا كولمان على موقع ألو سيني (الفرنسية)
- كليوباترا كولمان على موقع قاعدة بيانات الفيلم (الإنجليزية)